# Geografia Eritreei

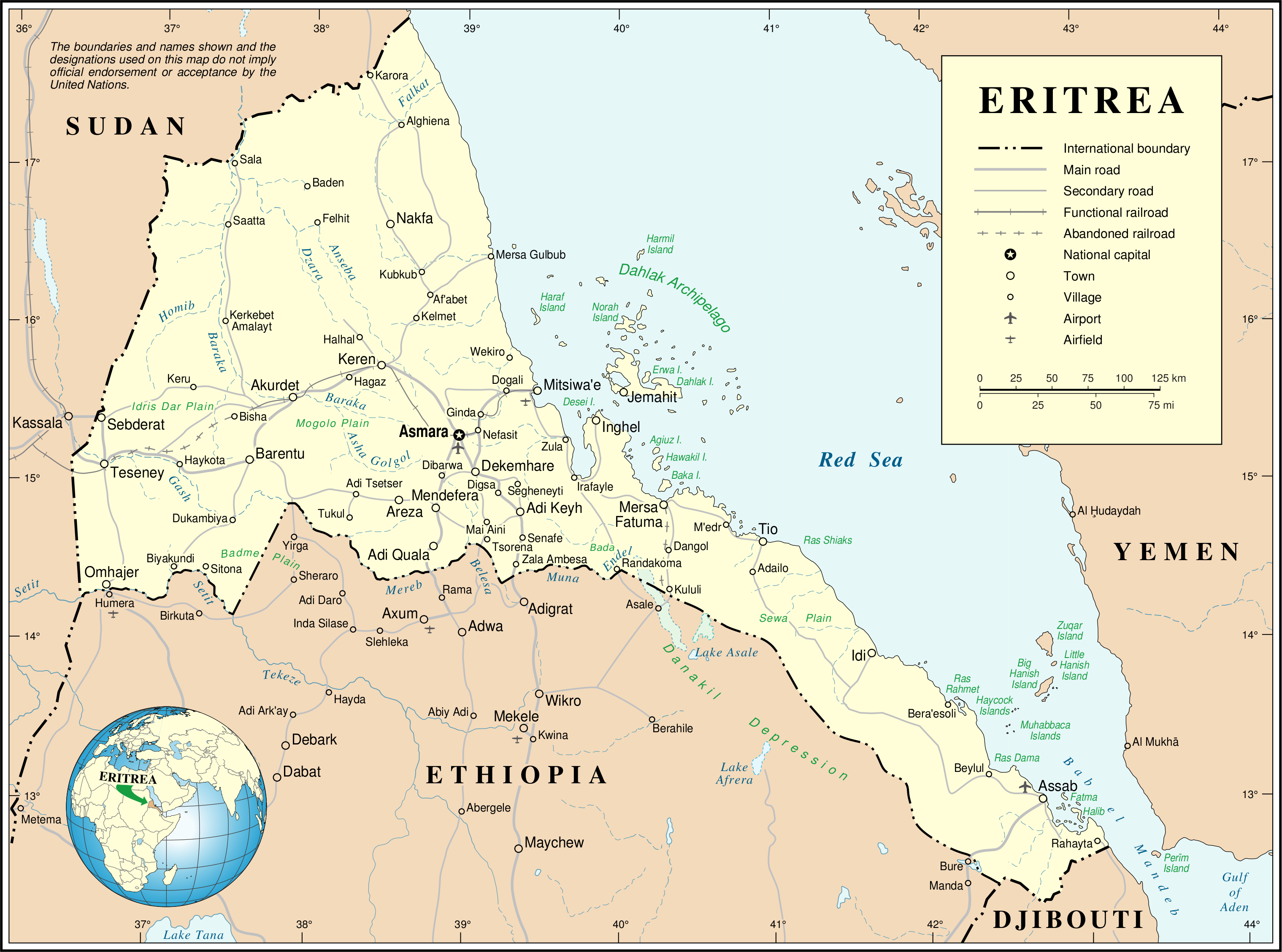
Harta ONU despre Eritreea

Localizarea Eritreei

Zonele climatice ale Eritreei

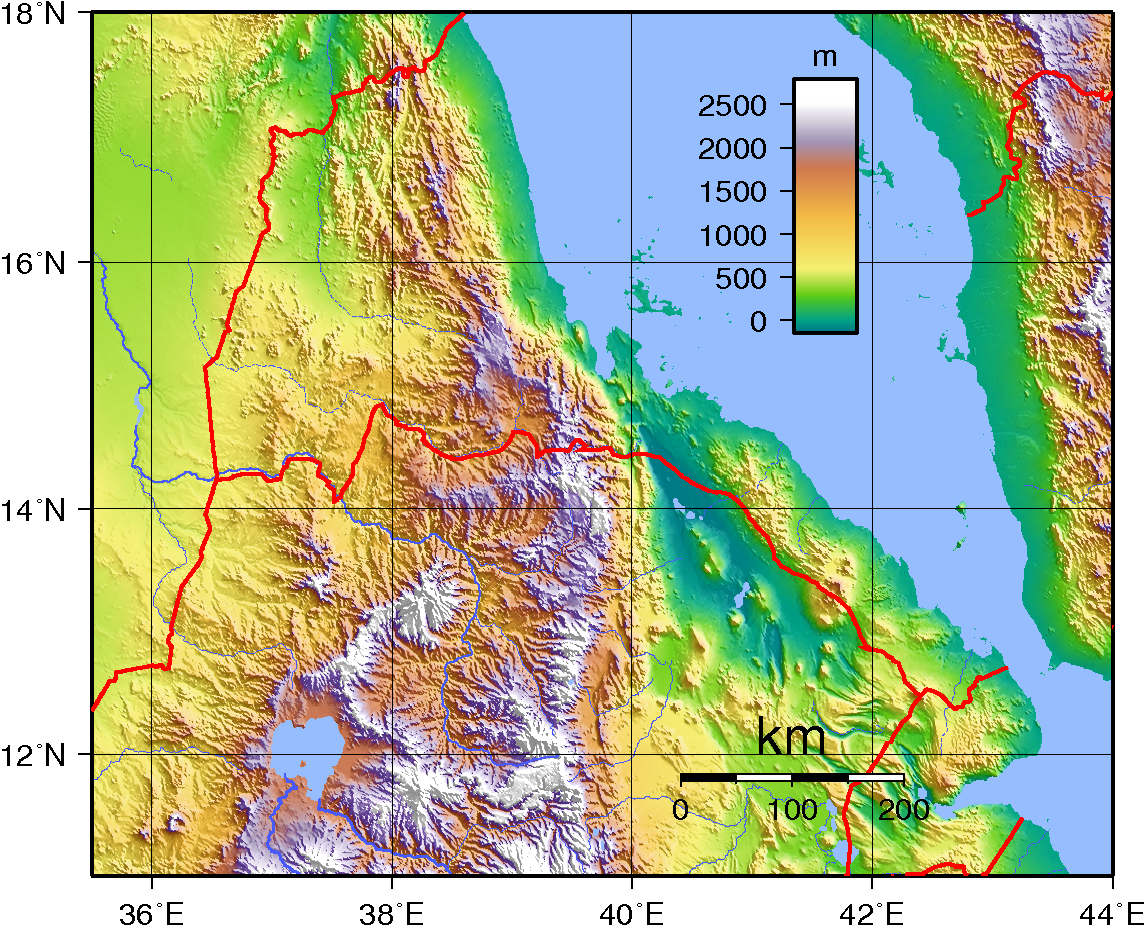
Topograpia Eritreei

Eritreea este situată în Cornul Africii și este mărginită la nord-est și la est de Marea Roșie, la vest și nord-vest de Sudan, la sud de Etiopia, iar la sud-est de Djibouti. Țara are un platou central înalt, care variază de la 1.800 la 3.000 de metri deasupra nivelului mării. O câmpie de coastă, zonele joase de vest și aproximativ 350 de insule cuprind restul masei funciare din Eritrea. Eritrea nu are râuri permanente, deci ape curgătoare care să curgă pe tot parcursul anului.

## Clima
Clima Eritreei este modelată de topografia sa diversă și de localizarea sa în zona tropicelor. Diversitatea peisajului și a topografiei din zonele înalte și joase ale Eritreei determină diversitatea climatului din întreaga țară. Platourile înalte au un climat temperat pe tot parcursul anului. Clima majorității zonelor joase este aridă și semiaridă. Distribuția tipurilor de precipitații și vegetație variază semnificativ în întreaga țară. Clima eritreană variază pe baza diferențelor sezoniere și altitudinale. Pe baza variațiilor de temperatură, Eritreea poate fi împărțită, în linii mari, în trei zone climatice majore: o zonă temperată, o zonă climatică subtropicală și o zonă cu climă tropicală.
Eritreea poate fi împărțită în trei zone climatice majore: zonele înalte centrale, regiunea de coastă și zonele joase din vest. Fiecare are un model climatic diferit. Conform clasificării climatice Köppen, Eritrea are fie un climat semi-arid fierbinte (BSh), fie un climat de deșert cald (BWh), deși temperaturile sunt mult moderate la cele mai mari altitudini.
În zonele muntoase centrale, luna cea mai caldă este de obicei din mai până în iunie, cu maxime în jur de 27°C până la 30°C. Iarna este între decembrie și februarie, cu valori minime pe timp de noapte, care pot fi aproape de punctul de îngheț. Asmara se bucură de un climat plăcut tot timpul anului, deși poate fi destul de rece noaptea în timpul iernii. Există două anotimpuri ploioase: ploile scurte din martie și aprilie și ploile principale de la sfârșitul lunii iunie până la începutul lunii septembrie. Acolo, clima este de obicei însorită și uscată, deoarece durata prezenței soarelui este în jurul a 3.000 de ore și media precipitațiilor anuale se ridică la aproximativ 500 mm.
Pe coasta de-a lungul Mării Roșii, perioada de vară este lungă, din iunie până în septembrie și extrem de caldă, cu temperaturi medii ridicate cuprinse între 40°C și 46°C, fiind chiar mai caldă în Denkalia. Vremea de iarnă este aproape inexistentă și media temperaturilor ridicate rămâne peste 28°C în cea mai puțin caldă lună a anului și temperaturile scăzute depășesc 20°C. Sezonul ploios de-a lungul coastei de la nord de Denkalia se încadrează în lunile de iarnă, dar zilele ploioase rămân tot mai rare; precipitațiile sunt și mai rare în regiunea Denkalia. Clima este întotdeauna însorită și uscată în această zonă, iar zilele înnorate sunt rare.
În zonele joase din vest, temperaturile ridicate sunt comparabile cu cele de pe coastă în lunile cele mai calde din aprilie până în iunie. Decembrie este cea mai răcoroasă lună, cu temperaturi scăzute care ajung până la 15°C. Anotimpurile ploioase sunt aceleași ca și pentru zonele înalte.

## Date
Localizare: Africa de Est, se învecinează cu Marea Roșie, între Djibouti și Sudan și, de asemenea, se învecinează cu Etiopia.
Coordonate geografice: 15°00′N  39°00′E)
Continent: Africa
Suprafață:

totală: 117.600 km²

teren: 101.000 km²

apă: 16.600 km²
Limitele terenului:

total: 1 840 km

țări de graniță: Djibouti 125 km, Etiopia 1.033 km, Sudan 682 km
De notat că granița dintre Eritrea și Etiopia este încă disputată.
Coastă: 2.234 km total; continent la Marea Roșie 1.151 km, insule în Marea Roșie 1.083 km
Revendicări maritime: mare teritorială: 12 nm
Teren: dominat de extinderea zonelor înalte etiopiene pe direcția nord-sud, coborând spre est spre o câmpie deșertică de coastă, spre nord-vest până la un teren deluros și spre sud-vest până la câmpii. 
Ecoregiuni: cea mai mare parte a coastei Eritreei face parte din pășunile xerice etiopiene și din regiunile semi-deșertice ale arbuștilor. Partea de sud a coastei Mării Roșii, alături de coasta Mării Roșii din Djibouti, a fost descrisă ca deșertul costier eritrean, o bandă de coastă de nisip și pietriș aspru acoperită cu ierburi de dune și arbuști care este importantă drept canal pentru migrația în masă a păsărilor de pradă.
Extremele de altitudine:

punctul cel mai de jos: lângă Lacul Kulul în Depresiunea Afar –75 m

punctul cel mai înalt: Soira 3.018 m
Resurse naturale: aur, potasiu, zinc, cupru, sare, eventual petrol și gaze naturale, pește
Utilizarea terenurilor:

teren arabil: 6,83%

culturi permanente: 0,02%

altele: 93,15% (2012).
Teren irigat: 215,9 km² (2003)
Resurse totale de apă regenerabile: 6,3 km³
Retragerea apelor dulci (menajere/industriale/agricole):

total: 0,58 km³/an (5%/0%/95%)

pe cap de locuitor: 121,3 m³/an (2004)
Pericole naturale: secetă frecventă, cutremure rare, activitate vulcanică și furtuni de lăcuste
Mediu - probleme actuale: defrișări; deșertificarea; eroziunea solului; supraerodare; pierderea infrastructurii ca urmare a războiului civil;
Mediu - acorduri internaționale:
Biodiversitate, schimbări climatice, deșertificare, specii pe cale de dispariție, deșeuri periculoase, protecția stratului de ozon
Geografie - notă: poziția geopolitică strategică de-a lungul celor mai aglomerate zone de transport din lume; Eritrea a păstrat întreaga coastă a Etiopiei de-a lungul Mării Roșii, când s-a obținut independența de jure la 24 mai 1993.

## Puncte extreme
Aceasta este o listă a punctelor extreme ale Eritreei, punctele care sunt mai îndepărtate la nord, sud, est sau vest decât orice altă locație.
- Cel mai nordic punct - punctul în care granița cu Sudanul intră în Marea Roșie, regiunea Mării Roșii de Nord
- Cel mai estic punct - punctul în care granița cu Djibouti intră în Marea Roșie, Regiunea Sudului Mării Roșii
- Cel mai sudic punct - localizare fără nume la granița cu Djibouti la est de orașul Djibdaian, regiunea din sudul Mării Roșii
- Cel mai vestic punct - muntele Abu Gamal, Gash-Barka